# Schwarmfisch

Marines Nekton: Atlantische Heringe (Clupea harengus) auf ihrer Laichwanderung in die Ostsee. Die hohe Geschwindigkeit kann über mehrere tausend Kilometer durchgehalten werden

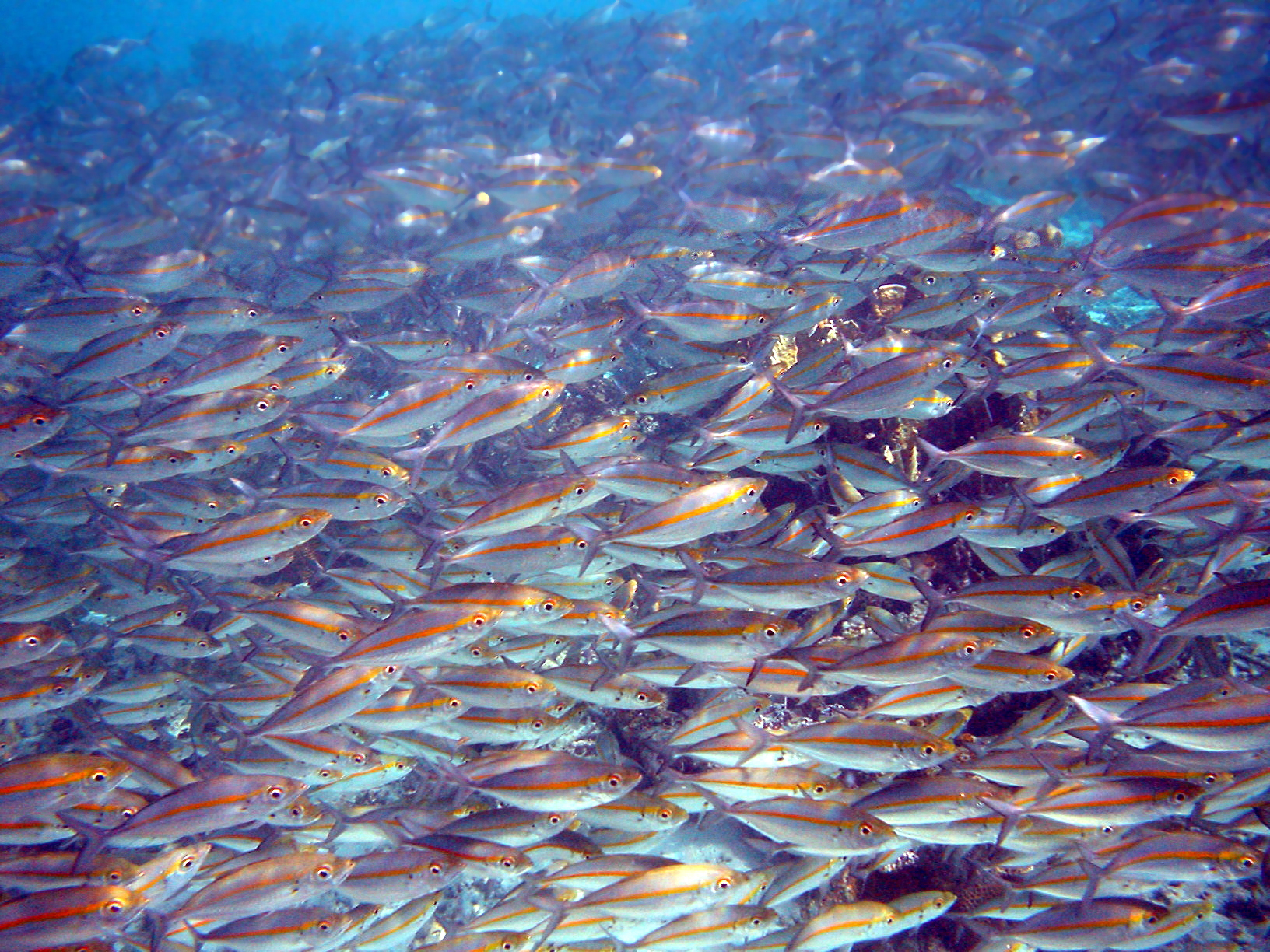
Schwarmfische vor Papua-Neuguinea

Ein Schwarmfisch ist ein Fisch, der mit vielen anderen Fischen seiner Art, aber auch mit anderen Arten, zusammen umherschwimmt. Dabei schwimmen die einzelnen Fische weitgehend parallel zueinander, in etwa gleichem Abstand und in die gleiche Richtung. Schwarmfische können ganzjährig, saisonal oder nur bei Gelegenheit einen solchen Schwarm bilden. Schwarmverhalten ist auch von Vögeln, Sepien, Krill und vielen anderen Tieren bekannt. Entsprechende Formationen der Säugetiere nennt man Herden.
In einem fließenden Übergang lassen sich von den Schwarmfischen solche Tiere unterscheiden, die lediglich in Gruppen (Schulen) zusammenleben.

## Echte Schwarmfische
Echte Schwarmfische zeichnen sich durch einen konstanten Individualabstand, Desorientierung isolierter Tiere, koordinierte Bewegung des gesamten Schwarmes, Kommunikation zwischen den Individuen des Schwarmes sowie meist lebenslange Orientierung im Schwarm aus. Im Schwarm schwimmen in der Regel Tiere derselben Art und desselben Alters.
Zu den echten Schwarmfischen zählen beispielsweise der Hering, aber auch andere Fischarten der freien Meere. Im Süßwasser sind echte Schwarmfische selten anzutreffen. Beispiele sind Haibarben, Rotkopfsalmler oder die Schrägschwimmer der Gattung Thayeria, bei denen noch überwiegend die Kriterien für einen echten Schwarmfisch erfüllt werden. Grundsätzlich handelt es sich um Tierarten, die unter hohem Feinddruck leben. Die Arten haben Merkmale, die den Zusammenhalt des Schwarmes fördern, im Fall der genannten Süßwasserarten sind es bestimmte Zeichnungsmerkmale.

## Unechte Schwarmfische
Unechte Schwarmfische oder Gruppenfische zeigen in größeren Gruppen bei Existenz äußerer bedrohender Faktoren Tendenzen zur Schwarmbildung. Dabei können sich auch Tiere unterschiedlicher Arten und Altersstufen gruppieren. In kleineren Gruppen oder bei Ausbleiben der Störfaktoren ändern sich die Verhaltensweisen, jedoch sind vereinzelte Tiere nie desorientiert im Raum oder stehen unter einem hohen individuellen Stress.
Zu dieser Gruppe gehören viele Süßwasserfische aus den Ordnungen der Salmler und Barben. Sie erfüllen zahlreiche Kriterien für Schwarmfische, dennoch weichen sie in einigen, wichtigen Punkten von echten Schwarmfischen ab. So ist der Rote Neon im Artaquarium selbst in großen Gruppen von mehreren Hundert Tieren eher ein leicht territorial organisierter Fisch, die Individuen verteilen sich im gesamten zur Verfügung stehenden Lebensraum und vor allem die männlichen Tiere grenzen dort kleine Individualreviere ab, die sie gegen Artgenossen verteidigen. Erst bei Anwesenheit äußerer Störfaktoren, wie Fressfeinden in der Natur, sammeln sich die Tiere zu einem Schwarm und zeigen dann die Kriterien für Schwarmfische.
Weitere Beispiele für gesellig lebende Gruppenfische unter den Süßwasserfischen sind die Panzerwelse der Gattungen Aspidoras, Brochis und Corydoras oder eine Reihe von Schmerlen aus der Gattung Botia. Diese Tiere leben in der Natur in Schulen zusammen, die durchaus mehrere Hundert bis Tausend Individuen umfassen können. Die gemeinsamen Aktivitäten umfassen dabei vor allem die Nahrungsaufnahme beispielsweise auf offenen, ungeschützten Nahrungsgründen (Sandbänke), wo die Schule oder Großgruppe den Individuen entsprechenden Schutz bietet. Ansonsten treffen kaum weitere Kriterien für Schwarmfische auf diese Tiere zu.

## Schwarmbildung
Mitentscheidend für die Frage, ob eine Fischart im Schwarm lebt, ist die Verteilung der Nahrung im Raum. Ist die Nahrung einer bestimmten Fischart in kleinen Portionen weit verteilt, kann diese Fischart diese Nahrung nicht ökonomisch nutzen, wenn sie im Schwarm umherschwimmen würde: Kein Mitglied des Schwarmes fände dann genug zu Fressen.
Für Fische ist die Schwarmbildung mit Vor- und Nachteilen verbunden. Ein Vorteil des Schwarms besteht darin, dass die Wahrscheinlichkeit einen Geschlechtspartner zur Fortpflanzung zu finden, im Schwarm höher ist als bei solitärer Lebensweise. Vorteilhaft ist ferner die im Schwarm für das einzelne Tier höhere Wahrscheinlichkeit, den Angriff eines Räubers zu überstehen: Einzelne Fische können gezielter verfolgt werden und haben daher bei einem Angriff eines Räubers auch ein höheres Risiko, erbeutet zu werden, sofern sie sich nicht zum Beispiel in einer Höhle oder in eine Seeanemone in Sicherheit bringen können. Andererseits hat ein Schwarm auch Nachteile: Große Schwärme können für Räuber attraktiver sein als ein kleiner Schwarm oder ein einzelner Fisch. Daher kann die Anzahl der Angriffe und damit das Risiko von einem Räuber gefressen zu werden, mit der Schwarmgröße zunehmen. Bei koordinierter Jagdstrategie können Fischschwärme großer Fische beispielsweise für Schwärme kleinerer Fische gefährlich werden. Dies lässt sich u. a. bei Barracuda-, Makrelen- und Barschschwärmen gut beobachten.
Bei vielen Fischen – darunter auch beliebten Aquarienfischen, wie etwa den Salmlerarten der Gattungen Hyphessobrycon, Hemigrammus und Paracheirodon lässt sich Schwarmverhalten ganzjährig oder zu bestimmten Zeiten beobachten. Während der Balz und zur Paarungszeit grenzen aber auch ansonsten typische Schwarmfische durchaus kleinere Reviere ab, die sie gegeneinander verteidigen. Zum Zusammenschluss des Schwarmes kommt es hingegen, wenn Fressfeinde erscheinen. Isolierte Schwarmfische leiden häufig unter starkem Stress, sie zeigen sich verängstigt und verenden im Extremfall bald.

## Fossilien von Fischschwärmen
Eine Platte mit 259 kleinen Fischen der Art  Erismatopterus levatus in einem Schwarm befindet sich im Fukui Prefectural Dinosaur Museum in Katsuyama. Sie ist rund 50 Millionen Jahre alt und stammt aus den USA (Kalkstein der Green-River-Formation aus dem Eozän). Ihre Bedeutung als Beleg für die Existenz von Fischschwärmen wurde erst 2019 erkannt (Nobuaki Mizumoto, Arizona State University).

## Belege
1. ↑  Definition Schwarmfisch
2. ↑  Nobuaki Mizumoto, Shinya Miyata, Stephen C. Pratt: Inferring collective behaviour from a fossilized fish shoal, Proc. Royal Society B, Band 286, 2019.